# 四重溪脈葉蘭
四重溪脈葉蘭（学名：Nervilia crociformis）为兰科脈葉蘭屬下的一个种。

## 扩展阅读
- 維基物種上的相關：四重溪脈葉蘭